# Kia Bongo
El Kia Bongo, es una camioneta producido por el fabricante Kia Motors desde 1980. Para el Mercosur es fabricado en la planta de Nordex, en el límite de Montevideo y Canelones, próximo a la ciudad de La Paz.

## Antecedentes
Kia fabrica camiones pequeños y grandes para el mercado surcoreano desde hace al menos 25 años. Los camiones Bongo de tracción trasera se comercializan en Corea desde al menos finales de los años 80 y estaban equipados con un motor diésel de cuatro cilindros. El Kia Bongo Frontier estaba disponible originalmente en versión furgoneta o camioneta. Fue sustituido por el Kia Bongo III en 2004. El Bongo Frontier fue uno de los primeros coches de Kia que se exportaron a Europa y Sudamérica.
En algunos mercados, como Europa, Australia y Sudamérica, el Bongo lleva la marca Kia K-Series o Kia Frontier (nombre exclusivo para el mercado chileno), que incluye los modelos K2400 y K2700. En Taiwán, se conoce como Kia Kaon, mientras que en Vietnam se fabrica bajo licencia de THACO y se vende como THACO Kia New Frontier.

## Galería

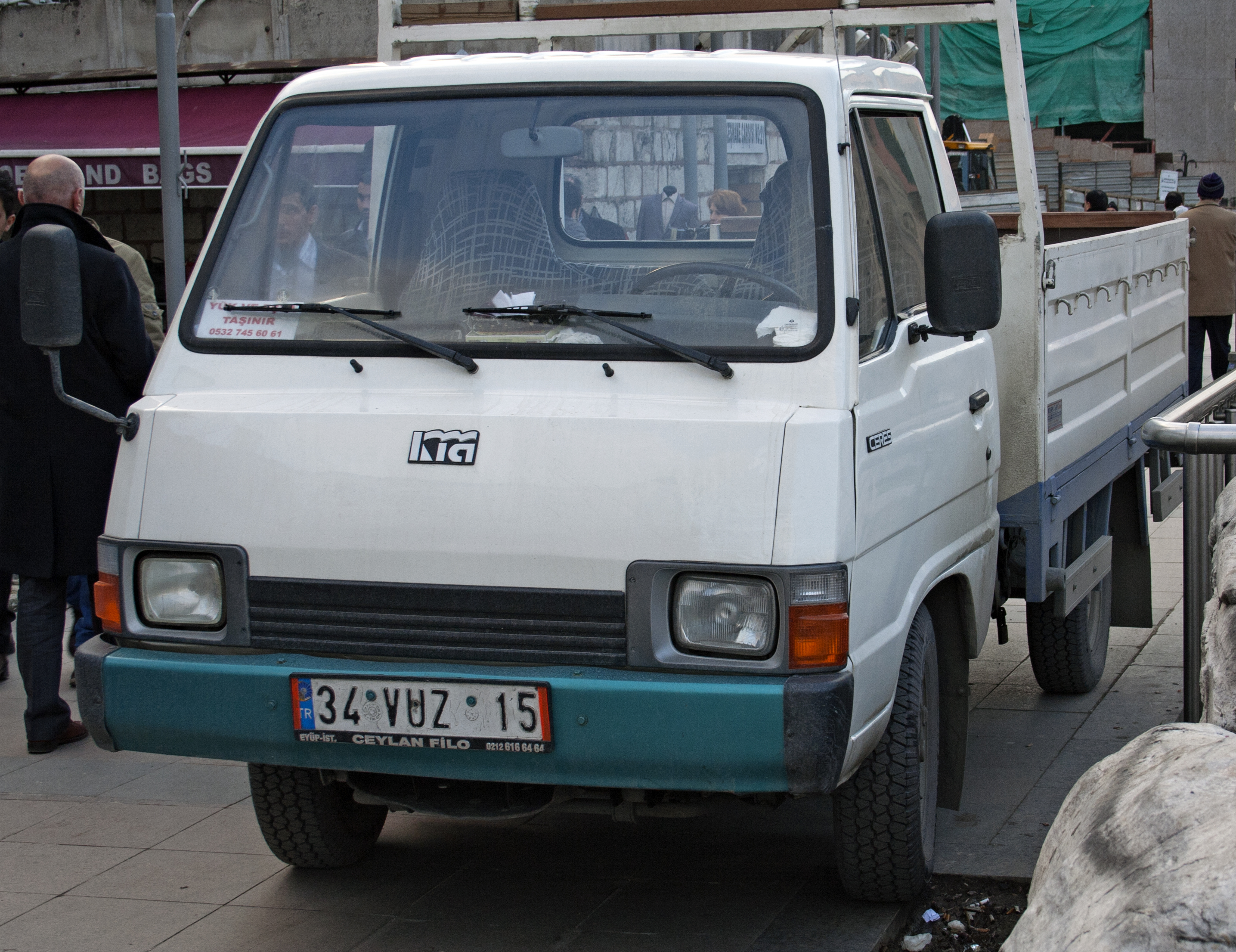
1980-1988
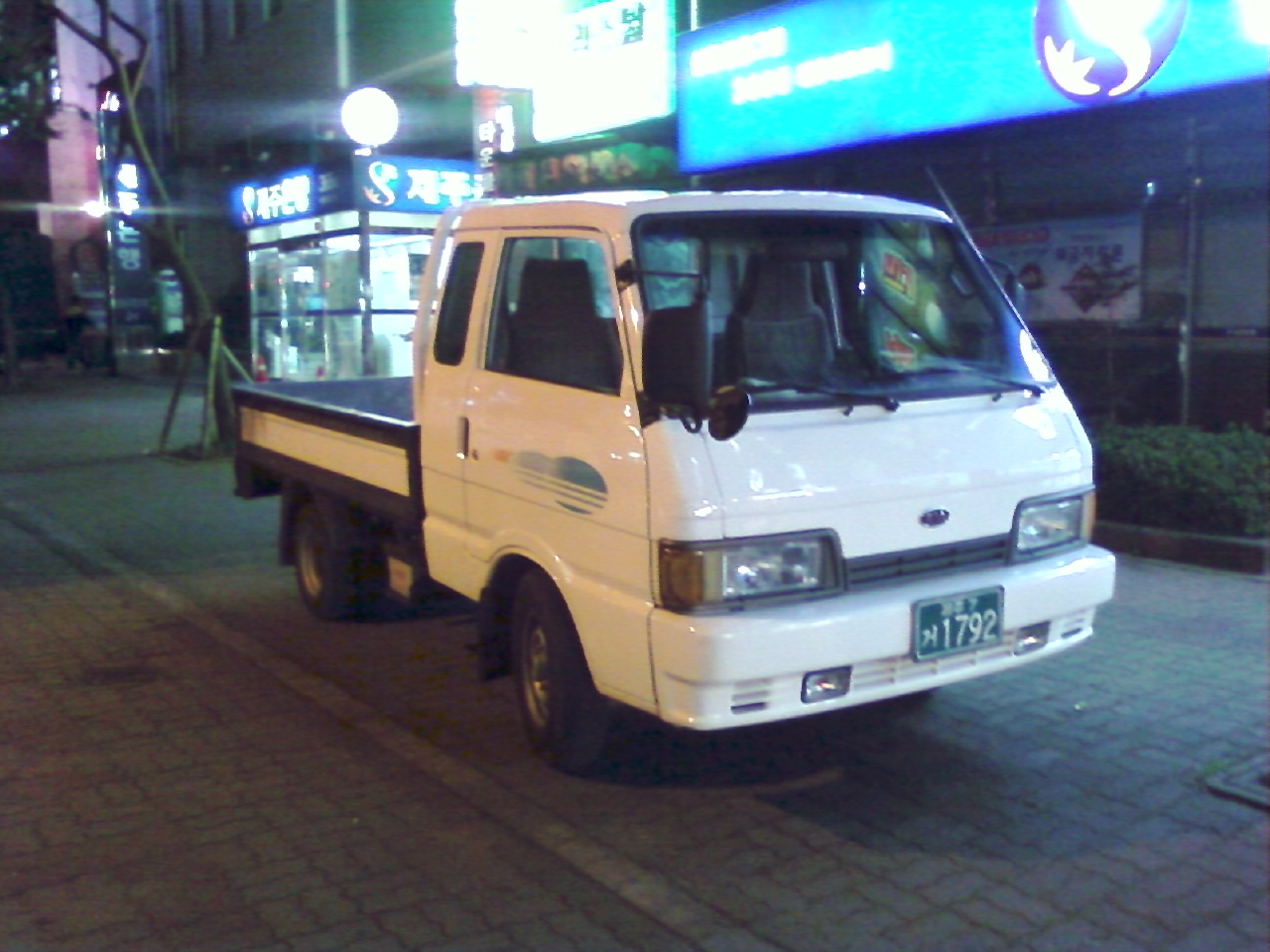
1989-1997
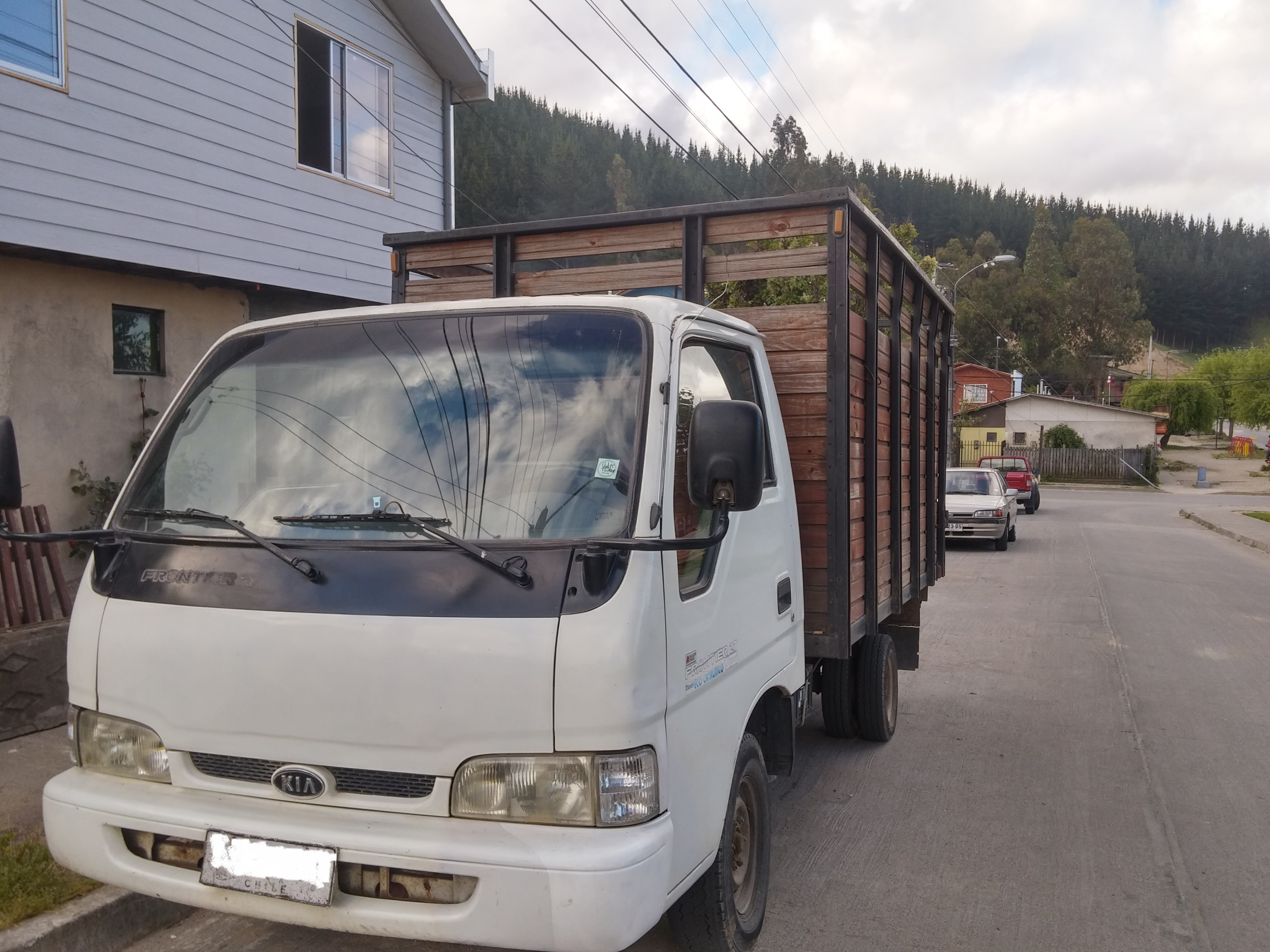
1997-2001
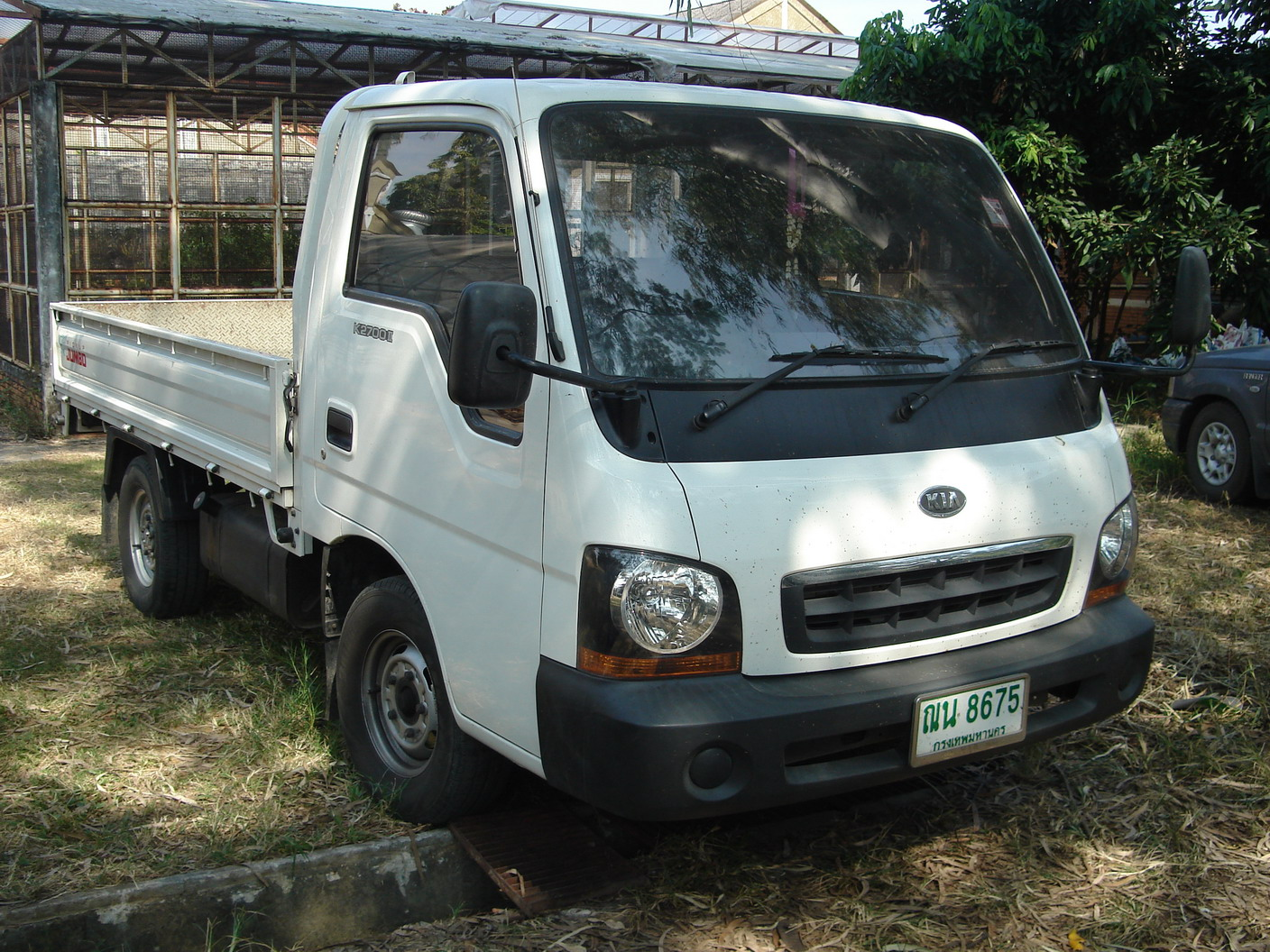
2002-2004
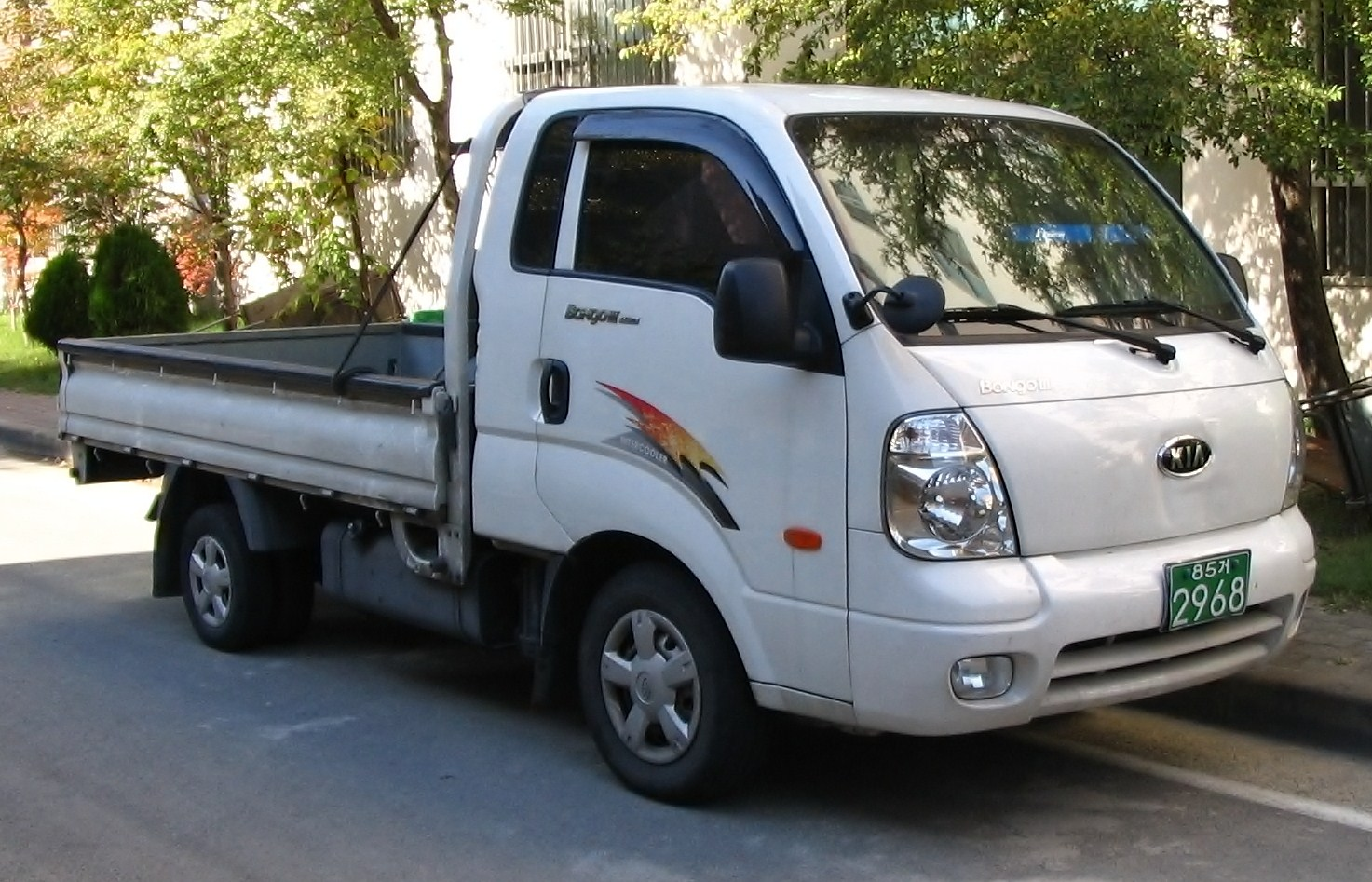
2004-2011